# Маргарита Австрийска (1480 – 1530)
Маргарита Австрийска или Маргарета (на немски: Margarete von Österreich; * 10 януари 1480, Брюксел; † 1 декември 1530, Мехелен) от рода Хабсбурги, е чрез женитба княгиня на Астурия и по-късно херцогиня на Савоя. От 1507 до януари 1515 и от 1517 до смъртта си през 1530 г. е щатхалтер на Хабсбургска Нидерландия.

## Произход и наследство
Маргарита е единствената дъщеря на император Максимилиан I от брака му с Мария Бургундска († 1482). Нейният брат е Филип Красиви.
През 1482 г., когато е на две години, умира майка ѝ след падане от кон. Още преди да умре нейната майка, поставя в завещание децата си като наследници.
- Портрет на Маргарита Австрийска като дете, Муленски майстор, музей Метрополитън
- Маргарета и нейният брат Филип I фон Хабсбург, наричан Красивия. (1493 – 1495, Diptychon, National Gallery, Лондон)

## Бракове
Според мирния договор от Арас (1482), който предвижда женитба на Маргарета с по-късния френски крал Шарл VIII, тя е заведена във Франция, за да бъде възпитавана и подготвяна за бъдеща кралица. Годежът е сключен на 22 юли 1483 г. с тогава 13-годишен дофин Шарл, който същата година става крал на Франция. Шарл се жени обаче на 6 декември 1491 г. за Анна Бретанска. Маргарета се връща едва през юни 1493 г. обратно в Нидерландия.
По време на първия френски поход (1494/1495) в Италия на крал Шарл VIII, нейният баща сключва предварителен договор на 20 януари 1495 г. с пратеника на Фердинанд от Арагон в Антверпен. Тогава е решена и женитбата на Маргарета с испанския престолонаследник.
През 1497 г. тя се омъжва за инфант Хуан от Кастилия († 1497), с когото има мъртвородено дете. След смъртта му Маргарита се омъжва през 1501 г. за херцог Филиберт II от Савоя († 1504).

## Управителка на Нидерландия
След смъртта на нейния брат Филип Красиви на 25 септември 1506 г., Максимилиан I я прави на 18 март 1507 г. управителка на Нидерландия. Освен това тя става настойник и възпитател на нейните племенници Карл V, Елеонора Хабсбург, Изабела и Мария, които са останали в Нидерландия. Останалите деца на Филип Красивия, Фердинанд I и Катерина Хабсбург, остават в Испания и са възпитавани в двора на Фердинанд II Арагонски.
Маргарита избира за своя главна резиденция Мехелен, където построява палат.